# Coronel Camilo
Alvaro Batista Camilo, conhecido como Coronel Camilo (Ferraz de Vasconcelos, 30 de abril de 1961) é um coronel reformado da PMESP e político brasileiro, filiado ao Partido Social Democrático (PSD).

## Biografia
Alvaro Batista Camilo é natural de Ferraz de Vasconcelos, nascido em 30 de abril de 1961. Iniciou a sua carreira em 1978, quando se matriculou na Academia de Polícia Militar do Barro Branco, obtendo a sua graduação em 1981.
Ao longo de sua carreira na instituição, realizou vários cursos de aperfeiçoamento, com destaque para a sua pós-graduado em Segurança Pública pelo Centro de Estudos Superiores da Polícia Militar, além da especialização e atuação nas áreas de Bombeiros e de Tecnologia da Informação. Também obteve um título de bacharelado em administração de empresas pela Universidade Mackenzie, adquirindo também uma especialização (MBA) em Gestão de Tecnologia da Informação pela FIAP e também uma especialização em Gestão de Segurança Pública pela Secretaria Nacional de Segurança Pública.
Em abril de 2009 foi nomeado Comandante-Geral da Polícia Militar do Estado de São Paulo (PMESP) pelo então governador de São Paulo, José Serra, tendo exercido o cargo até abril de 2012. Conhecido por sua rigidez, em novembro de 2011 passou pela inusitada situação em que mandou prender o próprio filho por suspeita de ter agredido uma mulher em uma casa noturna na zona norte da capital paulista. Em entrevistas se declara contra o policiamento repressivo, segundo o deputado em entrevista para a Folha de S. Paulo: "Não defendo o enfrentamento, é a maior bobagem em termos de segurança pública. Muitos querem vingança olho por olho contra o marginal. Mas a pessoa não quer na rua dela, pois se sente insegura.". 
Em 2012, após ir para a reserva, entrou na política como vereador da cidade de São Paulo, pelo Partido Social Democrático (PSD).
Nas Eleições de 2014, disputou o cargo de deputado estadual também pelo PSD, elegendo-se com 64.448 votos.
Em janeiro de 2019 foi nomeado no cargo de Secretário Executivo da Polícia Militar do Estado de São Paulo (PMESP).
Atualmente é o Subprefeito da Sé, nomeado pelo prefeito Ricardo Nunes em 7 de fevereiro de 2023.